# Chiesa della Beata Vergine Immacolata e San Vittore
La chiesa della Beata Vergine Immacolata e San Vittore è il luogo di culto cattolico di Bergamo del quartiere cittadino di Grumello del Piano. La chiesa facente parte della diocesi di Bergamo è stata elevata a parrocchiale nel 1610. La chiesa è dedicata a san Vittore martire e al dogma della Beata Vergine Immacolata.

## Storia
La presenza di una chiesa è citata già nel 875 in un lascito testamentario che indicata la proprietà dell'edificio dei canonici dell'antica chiesa alessandrina cittadina, e intitolata a san Vittore martire. Nel 1575 la chiesa è descritta negli atti della visita pastorale di san Carlo Borromeo e denominata "capellam curatam … quam dicunt alias membrum fuisse Sancti Alexandri in Columna in burgis Bergomi" dove non venivano celebrate le funzioni religiose e sussidiaria della parrocchia di Lallio.. Contrariamente nel documento Beneficiorum ecclesiasticorum la chiesa di Grumello non è citata tra quelle di cui la parrocchia di Lallio godeva il beneficio anche se gli abitanti di Grumello vi ricevevano il sacramento del battesimo, anche se nella chiesa vi venivano celebrati i funerali.
La dislocazione e la lontananza dalla chiesa pievana di Lallio, con la richiesta dei fedeli della vicinia, che si obbligavano a garantire la costruzione dell'abitazione per il curato e il mantenimento economico, fece che la chiesa venisse smembrata e elevata a parrocchia nel 1610 dal vescovo Giambattista Milani. Dagli atti della visita pastorale del 1658-1660 del vescovo Gregorio Barbarigo si evince che la parrocchia faceva parte della vicaria della chiesa di San Bernardino di Lallio, che vi erano le confraternite del Santissimo Sacramento, della Dottrina cristiana e del Rosario, e che godeva di beneficio di 11 scudi.
Nel 1688 la chiesa viene indicata come "mercenaria di ragione de signori Benaglii, il curato era quindi mantenuto dall'importante famiglia dei Benaglio.
L'edificio venne più volte nel tempo modificato e ampliato, fino al completo rifacimento e con la costruzione della torre campanaria su progetto dell'architetto Antonio Preda dal 1850. Il 31 agosto 1861 il vescovo Pier Luigi Speranza consacrò la chiesa rivisitata dedicandola anche alla Vergine Immacolata, ossequiando quanto era stato dalla chiesa riconosciuto come dogma nel 1854.

Il XX secolo vede una completa ristrutturazione dell'edificio con rifacimento della pavimentazione e degli impianti. Dal 27 maggio 1979 la chiesa fa parte della vicaria urbano Sud-Ovest.

## Descrizione

### Esterno
La chiesa si affaccia sulla via comunale preceduta da un sagrato lastricato e delimitato da paletti. La facciata tripartita da quattro lesene in muratura che sorreggono il cornicione, presenta nella parte centrale il portale con paraste a colonna terminanti con capitelli ionico che sorreggono la trabeazione e il timpano spezzato avente in pietra avente nella parte centrale un appoggio con la statua della Vergine Immacolata a cui è dedicata la chiesa. La parte superiore presenta un'apertura centinata. Le parti laterali leggermente spostate, hanno due aperture d'accesso all'aula.

### Interno
L'interno della chiesa a navata unica, è a pianta ottagonale preceduta da una parte dove è inserito sul lato sinistro, dentro uno spazio rientrante, il fonte battesimale. Corrispondente sul lato destro la cappella dedicata alla Madonna di Lourdes. La copertura è composta dalla cupola con otto spicchi. Tre gradini conducono al presbiterio a pianta rettangolare con la copertura a tazza, l'abside con il soffitto a catino conserva il coro ligneo.